# Мережевий етикет
Мереже́вий етике́т (інша поширена назва: Інтернет-етикет) — формальні правила поведінки, спілкування, традицій у комп'ютерній Мережі.
Поняття зародилося як новий елемент культури в Usenet та у безкоштовній мережі ФІДО-шних конференцій.
Оскільки перелік правил достатньо великий, а кожен адміністратор ФІДО-сервера (вузла) мав свій перелік таких правил, єдиного документу, що відображає усі правила і є стандартом для усіх досі не існує. Деякі із правил включені в офіційні протоколи інтернет-організацій (IETF), але зведений документ має лише інформаційний характер.
У деяких випадках, при наявності доказової бази порушень найпопулярніших правил, можна домогтись від системних адміністраторів покарання порушників на рівні Мережі, а то й, на рівні державного закону.
Серед найпопулярніших порушень є офтоп (офтопік), флуд, флейм, спам (фішинг, реклама, «африканські мільярди»…), образа, тролінг, обман тощо.